# American Underslung

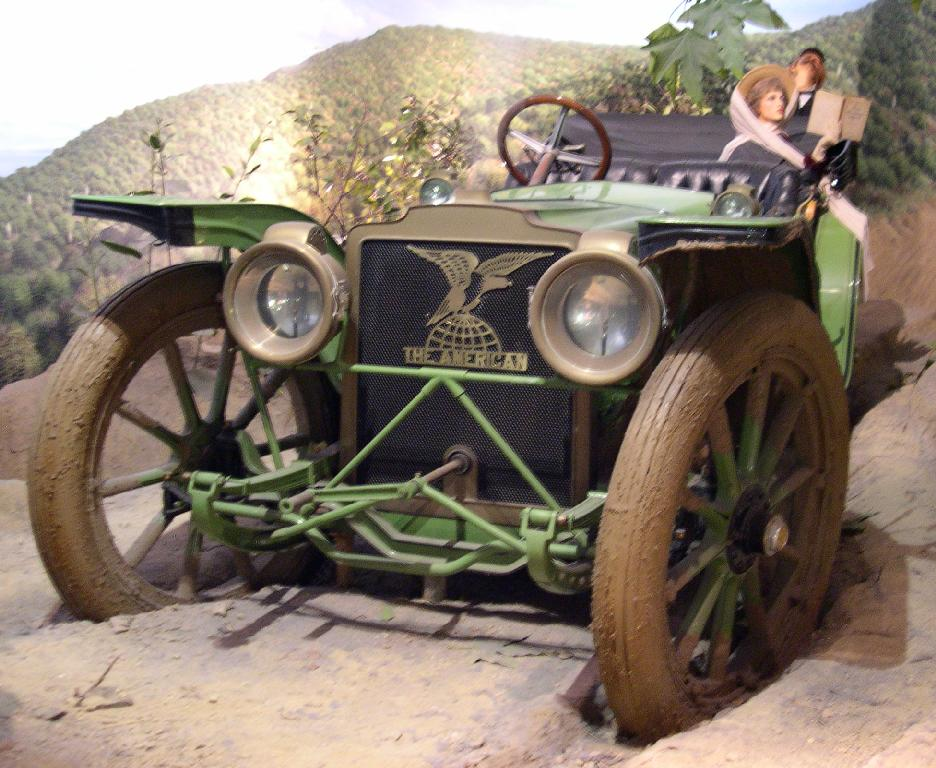
American Underslung (1911) im Petersen Automotive Museum

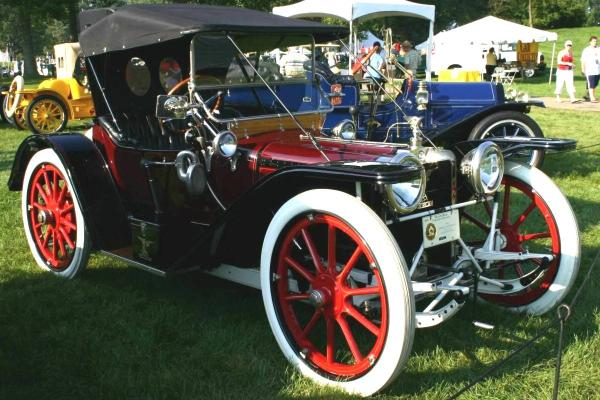
American Underslung (1913)

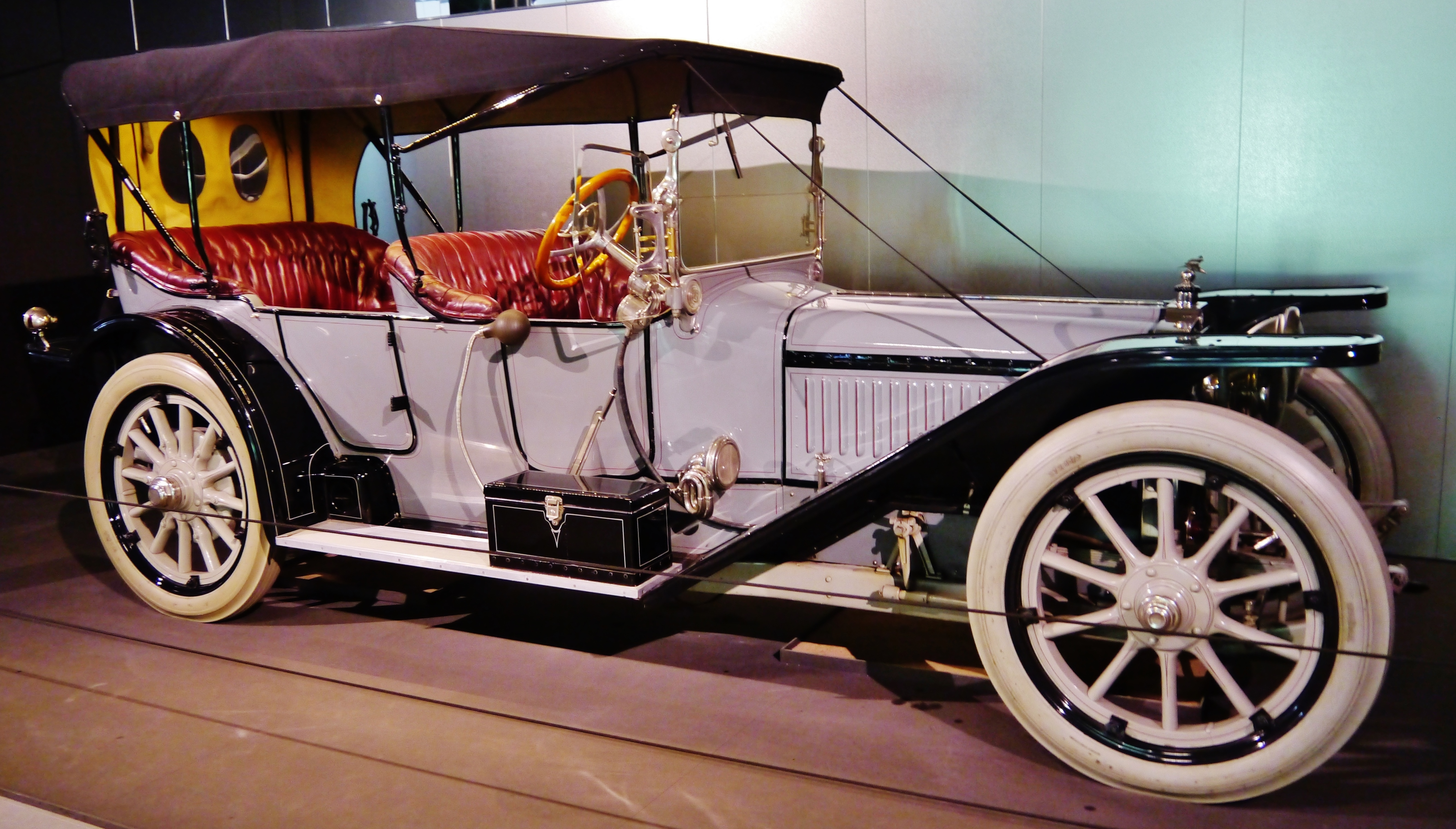
American Underslung Typ 644 (1914)

American Underslung war eine Pkw-Modellreihe. Sie wurde von der American Motors Company in Indianapolis in den Modelljahren 1905 bis 1914 hergestellt. Konstrukteure waren Harry C. Stutz und Fred Tone.

## Beschreibung
Die Wagen haben einen Niederrahmen und riesige Räder (40 Zoll), die ihnen ein unverwechselbares Aussehen geben. Die Idee des Niederrahmens war, dass der Rahmen unter den Achsen aufgehängt war anstatt – wie damals üblich – auf den Achsen aufgebaut. „Underslung“ wird in der Literatur auch als Synonym für diese Bauweise benutzt. Sinn war, den Schwerpunkt zu senken, die Wagen sportlicher aussehen zu lassen und ihnen ein sportlicheres Fahrverhalten zu verleihen. Die Preise des American Underslung bewegten sich zwischen 1250 und 4000 US-Dollar. Man setzte Motoren von Teetor-Harley mit 40–50 bhp (29–37 kW) ein. Von 1905 bis 1908 gab es den Wagen auch mit gewöhnlichem Fahrgestell; dann hieß er American Tourist. Auch gab es eine zweitürige Sportversion namens Scout Roadster.
Der Werbespruch von American Underslung war „NOT SILENT – but a sound so faint one can scarce distinguish from silence“ (dt. „Nicht lautlos – aber so leise, dass man ihn vom Lautlosen fast nicht unterscheiden kann.“).

## Versionen
Den American Underslung gab es in verschiedenen Versionen:
- eine zweitürige Sportversion, „Scout Roadster“ genannt.
- Um 1909 führte American einen viersitzigen Underslung ein, der als „The Traveler“ verkauft wurde.

## Überarbeitungen des Underslung
Im Jahr 1910 wurde die Motorleistung durch vergrößerte Zylinderdurchmesser auf 60 bhp (44 kW) erhöht, zugleich bekam der Motor eine Druckschmierung. 1913 wurden ein elektrischer Anlasser und elektrische Beleuchtung eingeführt.